# Lijst van supernovarestanten
Dit is een (incomplete) lijst van supernovarestanten.
| Image | Naam               | Datum van Supernova | Schijnbare magnitude | Afstand (ly)  | Type | Restant                             |
| ----- | ------------------ | ------------------- | -------------------- | ------------- | ---- | ----------------------------------- |
|       | Sagittarius A East | ?                   | ?                    | 26000         | ?    | Sagittarius A East                  |
|       | Simeis 147         | ~38000 BCE          | ?                    | 3000          | ?    | Simeis 147 or Sharpless 2-240       |
|       | W49B               | ?                   | ?                    | 35000         | ?    | GRB rest?                           |
|       | W50                | ?                   | ?                    | 16000         | ?    | SS 433                              |
|       | Vela Supernova     | 11000–9000 BCE      | ?                    | 800           | ?    | Vela-supernovarestant               |
|       | Sluiernevel        | >3600 BCE           | ?                    | 1400–2600     | ?    | NGC 6960, 6974, 6979, 6992, en 6995 |
|       | Puppis A           | ~1700 BCE           | ?                    | 7000 approx   | ?    |                                     |
|       | G306.3-0.9         | ~400 BCE            | ?                    | 26000 approx. | ?    | G306.3-0.9                          |
|       | SN 185             |                     | ?                    | 8,200?        | Ia?  | Mogelijk RCW 86                     |
|       | EO102              | 1e millennia        | ?                    | 190000        | ?    | EO102                               |
|       | SN 1006            | 1 mei 1006          | −7,5                 | 7200          | Ia   | SNR 1006                            |
|       | SN 1054            | 1054                | −6                   | 6300          | II   | Krabnevel                           |
|       | G350.1-0.3         | 1100                | ?                    | 15000 approx. | ?    | G350.1-0.3                          |
|       | SN 1181            | 1181                | −1                   | 26000         | ?    | Mogelijk 3C58                       |
|       | RX J0852.0-4622    | 1250                | ?                    | 700           | ?    | G266.2−1.2                          |
|       | SN 1572            | 11 november 1572    | −4                   | 7500          | Ia   | Tycho's Supernova Rest              |
|       | SN 1604            | 8 oktober 1604      | −2,5                 | 20000         | Ia   | Kepler's Supernova Remnant          |
|       | Cassiopeia A       | midden 17e eeuw     | +6                   | 10000         | IIb  | Cassiopeia A Supernova Remnant      |
|       | G1.9+0.3           | 1868                | ?                    | 25000 approx. | Ia?  | G1.9+0.3                            |
|       | SN 1885A           | 20 augustus 1885    | +6                   | 2500000       | ?    | SNR 1885A                           |
|       | SN 1987A           | 24 februari 1987    | +3                   | 168000        | II-P | SNR 1987A                           |
|       | G033.6+00.1        | ~1,000–1000 BCE     | ?                    | 23150         | ?    | SNR G033.6+00.1 (Kesteven 79)       |

Dit overzicht is mogelijk incompleet; u kunt helpen door het uit te breiden.